# USS Ranger (CV-4)

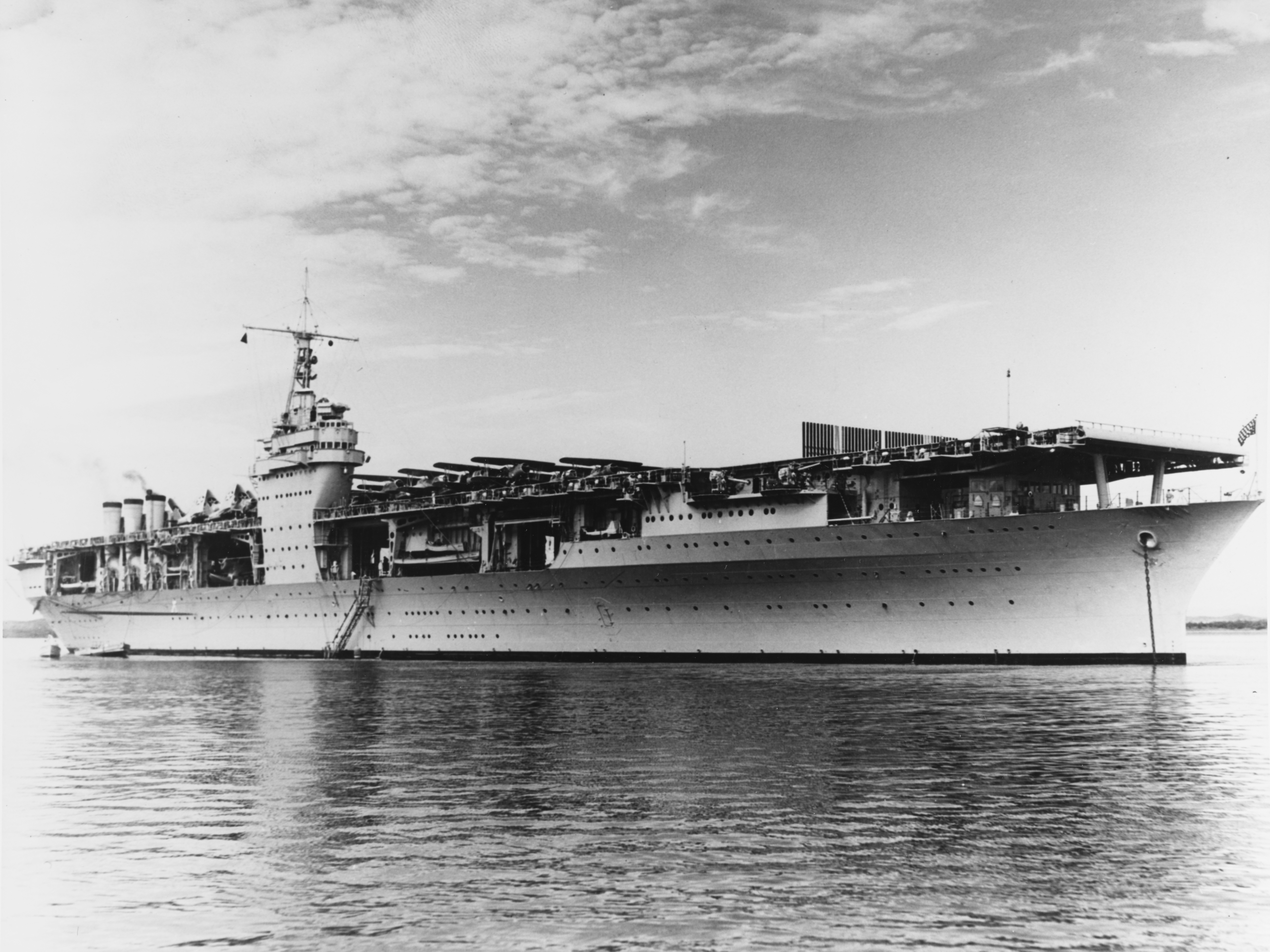
USS Ranger (CV-4) 1939

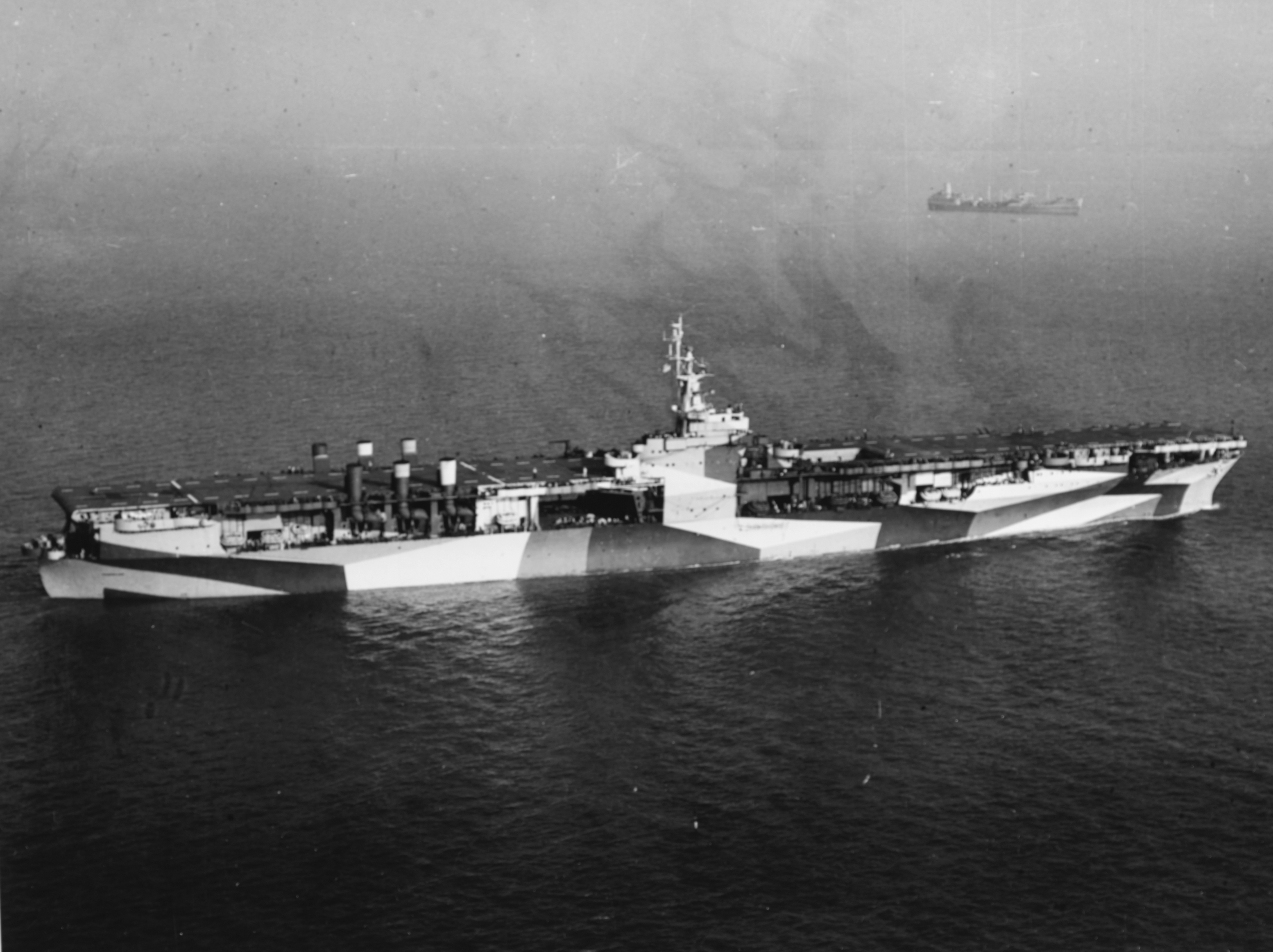
«Рейнджер» в маскировочной окраске в июле 1944

«Рейнджер» (англ. USS Ranger (CV-4)) — авианосец ВМС США. Спущен на воду в 1933 году. Первый американский авианосец, не переделанный из кораблей других классов, а с самого начала проектировавшийся как авианесущий.
Полётная палуба и ангары на «Рейнджере» были сделаны в виде надстройки, возвышавшейся над корпусом. Надстройку сдвинули к правому борту, а дымоходы шли к шести коротким трубам — по три на каждом борту, В зависимости от направления ветра дымовые газы направлялись налево или направо.
Для подъёма самолётов на полётную палубу и ускорения их запусков в воздух на «Рейнджер» были предусмотрены один подъёмник и одна катапульта.
«Рейнджер» послужил прототипом для следующей серии американских авианосцев типа «Йорктаун».
На протяжении всей войны авианосец находился в Атлантическом океане, занимался патрулированием, переброской авиации в северную Африку, участвовал в учениях авиации и флота. С 8 по 11 ноября 1942 года участвовал в Мароккано-алжирской операции. За три дня операции самолёты авианосца совершили 496 боевых вылетов. За это время удалось совершить два прямых попадания бомбой в лидера французских эсминцев Albatros, передняя часть которого в результате попаданий была полностью искорёжена. Повреждения получил также французский крейсер Primauguet. Во время операции из строя была выведена вся береговая линия обороны, уничтожено более 70 самолётов на аэродромах и также 15 в воздухе. Потери USS Ranger составили 16 самолётов. Предполагается, что также был обездвижен 21 вражеский лёгкий танк и уничтожено около 86 единиц транспорта военного предназначения, большинство из которых были грузовиками для перевозки солдат. 11 ноября Касабланка капитулировала. На следующий день авианосец USS Ranger отбыл в Хэмптон Роудс.
На протяжении 1943 года занимался совместным патрулированием с британским флотом северной Атлантики. 2 октября авианосец USS Ranger в составе ВМС Великобритании отбыл из Скапа-Флоу для атаки кораблей немецкого флота в норвежских водах (Операция Лидер). Местом прибытия был назначен норвежский порт Бодо. 4 октября перед заходом солнца флот прибыл в точку назначения будучи не обнаруженными. В 06:18 по местному времени с USS Ranger взлетело 20 пикировщиков SBD Dauntless с охраной из 8 истребителей Wildcat. Первое звено пикировщиков атаковало грузовое судно LaPlata пока остальные продолжили свой путь на север для атаки немецкого конвоя. В результате налёта был серьёзно поврежден танкер водоизмещением в 10000 т и транспорт по перевозке сухопутных войск. Также были потоплены 2 из 4 небольших торговых судов в районе Будё.
Во время второй атаки авиагруппы USS Ranger состоящей из 10-и торпедоносцев Grumman TBF Avenger и 6-и истребителей Wildcat удалось уничтожить один немецкий транспортный корабль, а также небольшой корабль береговой охраны. Повреждения также получили корабли по транспортировке наземных войск. Со стороны USS Ranger потери составили 3 самолёта, которые были сбиты зенитным огнем. После полудня 4 октября авианосец был обнаружен тремя немецкими самолётами, два из которых были сбиты во время воздушного боя, а третьему удалось уйти. 6 октября USS Ranger вернулся в Скапа-Флоу.

## ТТХ
- Длина: 234 м
- Ширина: 24,4 м
- Водоизмещение: 14500 тонн
- Запас хода: 7500 миль
- Осадка: 6 м

- Экипаж: 2000

- Скорость: 29,2 узлов

- Вооружение:

- Орудия: 8 127 мм
  - Зенитные установки: 24 Бофорс ; 40 Эрликон
  - Самолеты: 88

## Командиры
- капитан Артур Бристоль (Arthur L. Bristol) (4 июня 1934 — 10 июня 1936)
- капитан Патрик Беллингер (Patrick N. Bellinger) (10 июня 1936 — 5 июня 1937)
- капитан Джон Маккейн (John S. McCain, Sr.) (5 июня 1937 — 3 июня 1939)
- капитан Ральф Вуд (Ralph F. Wood) (3 июня 1939 — 6 июня 1940)
- капитан Альфред Монтгомери (Alfred E. Montgomery) (6 июня 1940 — 13 июня 1941)
- капитан Хэррилл (W. K. Harrill) (13 июня 1941 — 30 мая 1942)
- капитан Кэлвин Даргин (Calvin T. Durgin) (30 мая 1942 — 17 марта 1943)
- капитан Гордон Роу (Gordon Rowe) (17 марта 1943 — 22 апреля 1944)
- капитан Артур Гэйвин (Arthur Gavin) (22 апреля 1944 — 15 января 1945)
- капитан Дуглас Джонсон (Doglas P. Johnson) (15 января 1945 — 1 мая 1946)
- капитан Джордж Дюссо (George A. Dussault) (1 мая — 1 октября 1946)
- коммандер Рэй Дэвис (Ray Davis) (1 — 18 октября 1946)

## Источник
- http://ship.bsu.by/main.asp?id=101775
- https://web.archive.org/web/20090413090443/http://www.chinfo.navy.mil/navpalib/ships/carriers/histories/cv04-ranger/cv04-ranger.html